# Maxime Monfort
Maxime Monfort (Bastogne, 14 de janeiro de 1983) é um ciclista profissional belga e membro da equipe Lotto-Soudal.
Estreou como profissional na temporada de 2004 pela equipe Landbouwkrediet-Colnago. Em 2008, ele participou dos Jogos Olímpicos de Pequim.